# Liessies
Liessies é uma comuna francesa na região administrativa de Altos da França, no departamento do Norte. Estende-se por uma área de 17.6 km². Em 2010 a comuna tinha 552 habitantes (densidade: 31,4 hab./km²).